# Vipera lotievi
Vipera lotievi is een giftige slang uit de familie adders (Viperidae).

## Naam en indeling
De wetenschappelijke naam van de soort werd voor het eerst voorgesteld door Göran Nilson, Boris S. Tuniyev, Nikolaï Orlov, Mats Höggren en Claes Andrén in 1995. Later werd de wetenschappelijke naam Pelias lotievi gebruikt.
De soortaanduiding lotievi is een eerbetoon aan de Russische herpetoloog K. Yu Lotiev, die het holotype verzamelde.

## Verspreiding en habitat
Deze soort komt voor in delen van Europa en leeft in de landen Rusland en Azerbeidzjan op de noordelijke hellingen van de Kaukasus. De habitat bestaat uit scrublands en graslanden. Ook in door de mens aangepaste streken zoals weilanden kan de slang worden gevonden. De soort is aangetroffen op een hoogte van ongeveer 1000 tot 2000 meter boven zeeniveau.

## Beschermingsstatus
Door de internationale natuurbeschermingsorganisatie IUCN is de beschermingsstatus 'gevoelig' toegewezen (Near Threatened of NT).